# Saint-Jean-le-Thomas
 Saint-Jean-le-Thomas  es una población y comuna francesa, situada en la región de Baja Normandía, departamento de Mancha, en el distrito de Avranches y cantón de Sartilly.

## Demografía
| 377 | 376 | 327 | 390 | 398 | 395 |
| Para los censos de 1962 a 1999 la población legal corresponde a la población sin duplicidades (Fuente: INSEE [Consultar]) |     |     |     |     |     |